# 唐造

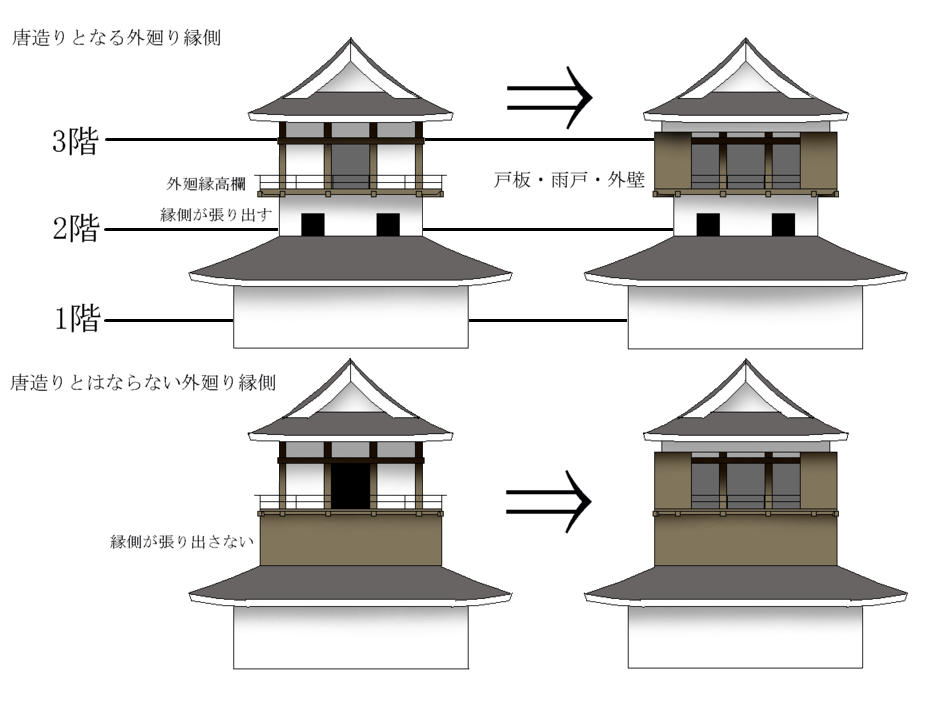
外廻縁が唐造りとなる・ならない構造

唐造（からづくり）とは、日本の城郭建築、特に天守の外観上の呼称である。南蛮造りともいう。外観上新しい、または、変わった形をしていることから、「唐」の字が付けられている。
内廻縁（うちまわりえん）の造りの一つで、下階より上階の平面を大きく造って張り出させたものをいう。
おもに、最上階に造られるが、岩国城天守3重目のような例もある。また、慶長期以降に建てられた同様の天守は、徳川家康から事実上の天守階層規制があったといわれる時期にそれをパスするため、また自主規制によって、外観の階層を減らした結果と考えられている。

## 構造
張り出させた外廻縁（遠望のために部屋を回周した濡縁型の縁側）を壁や戸板などで囲うことででき、また内廻縁部分を下階平面規模より張り出させて造ることで成立する。

## 例
唐造の天守は、3例が確認されているが、いずれも現存しない。2例について復興再建されているが、外観意匠に正確性を欠く。ほかに佐賀城も唐造であったという記録がある。

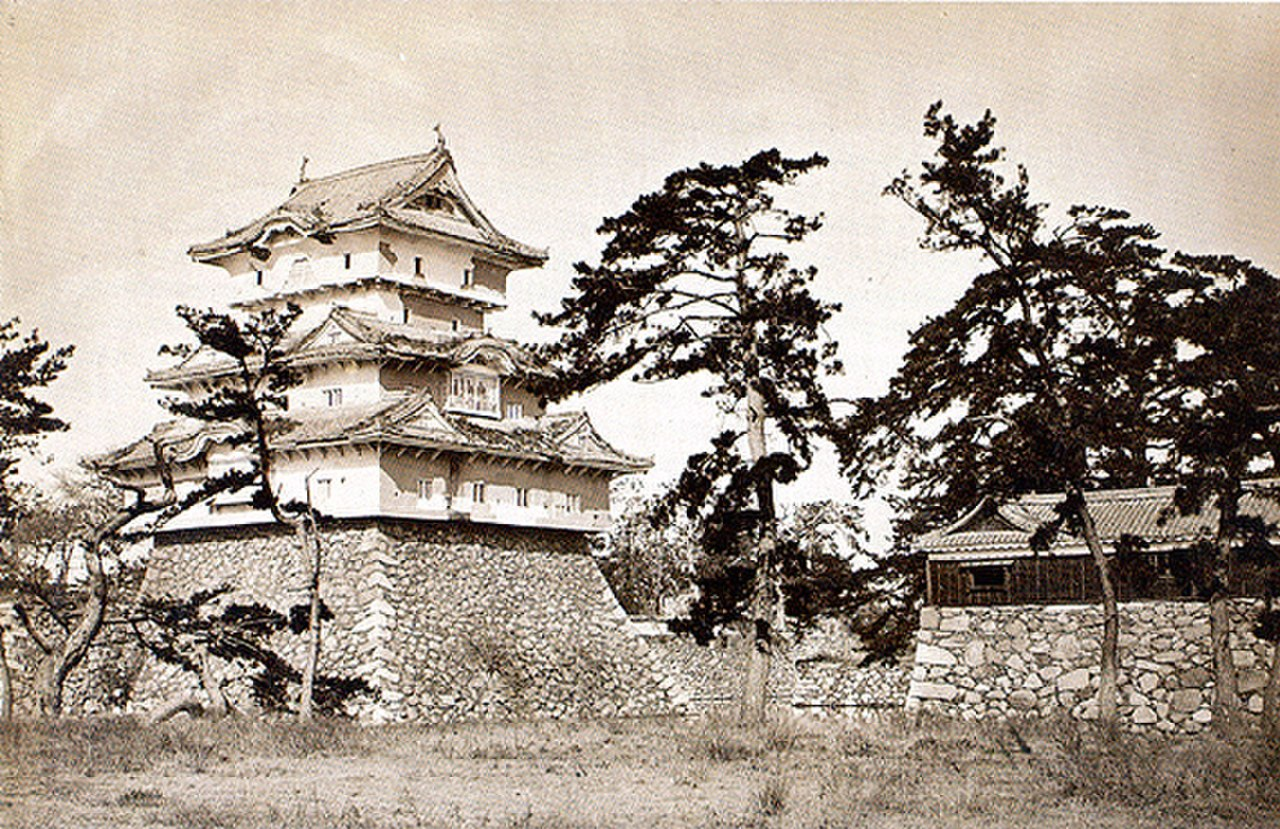
高松城天守 最上階が唐造、初重が張出（はりだし）である。1669年の改築で現存しない。明治期の撮影。
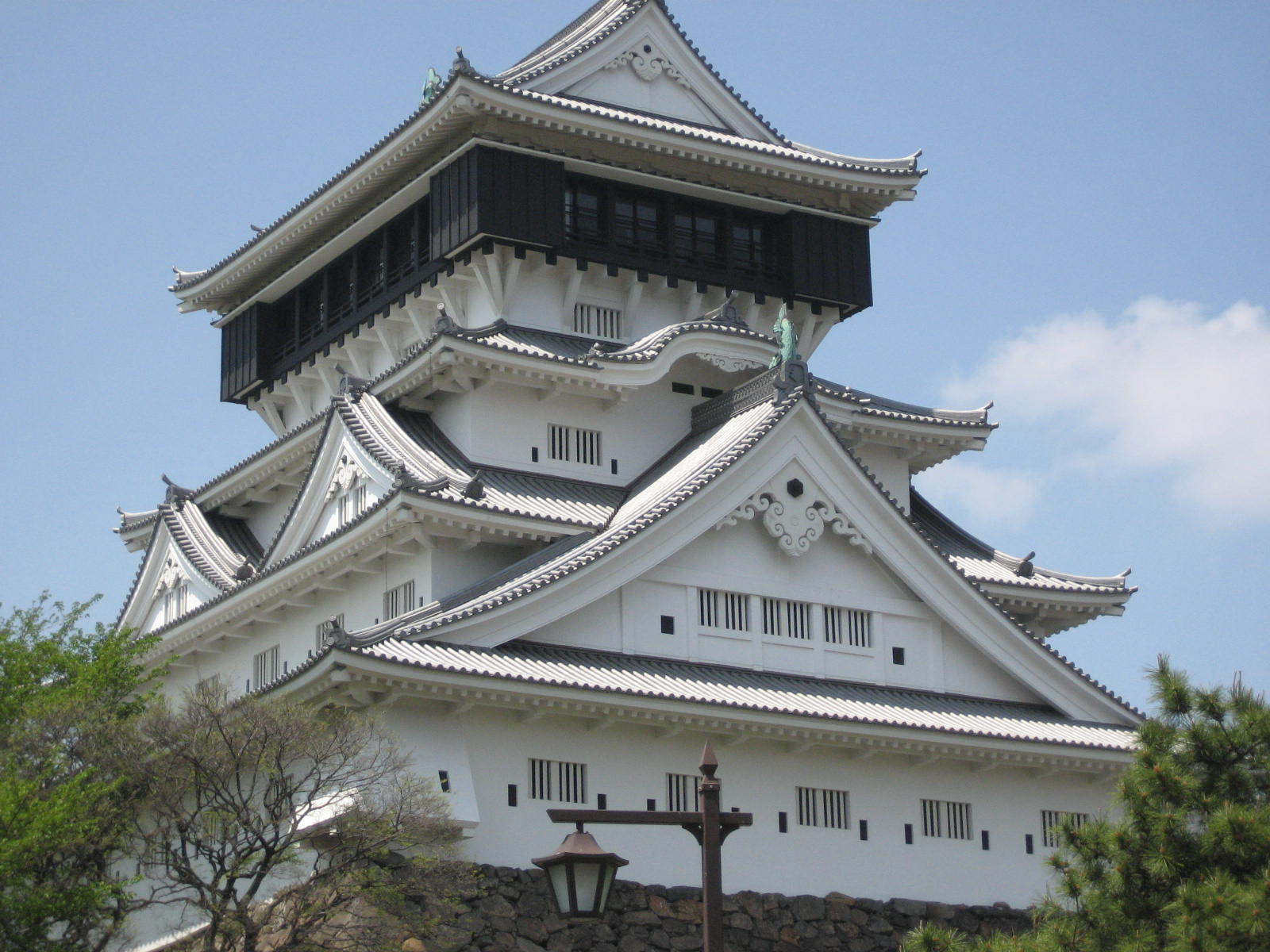
小倉城天守 創建当時は無破風の層塔型であった。オリジナルは1609年創建。
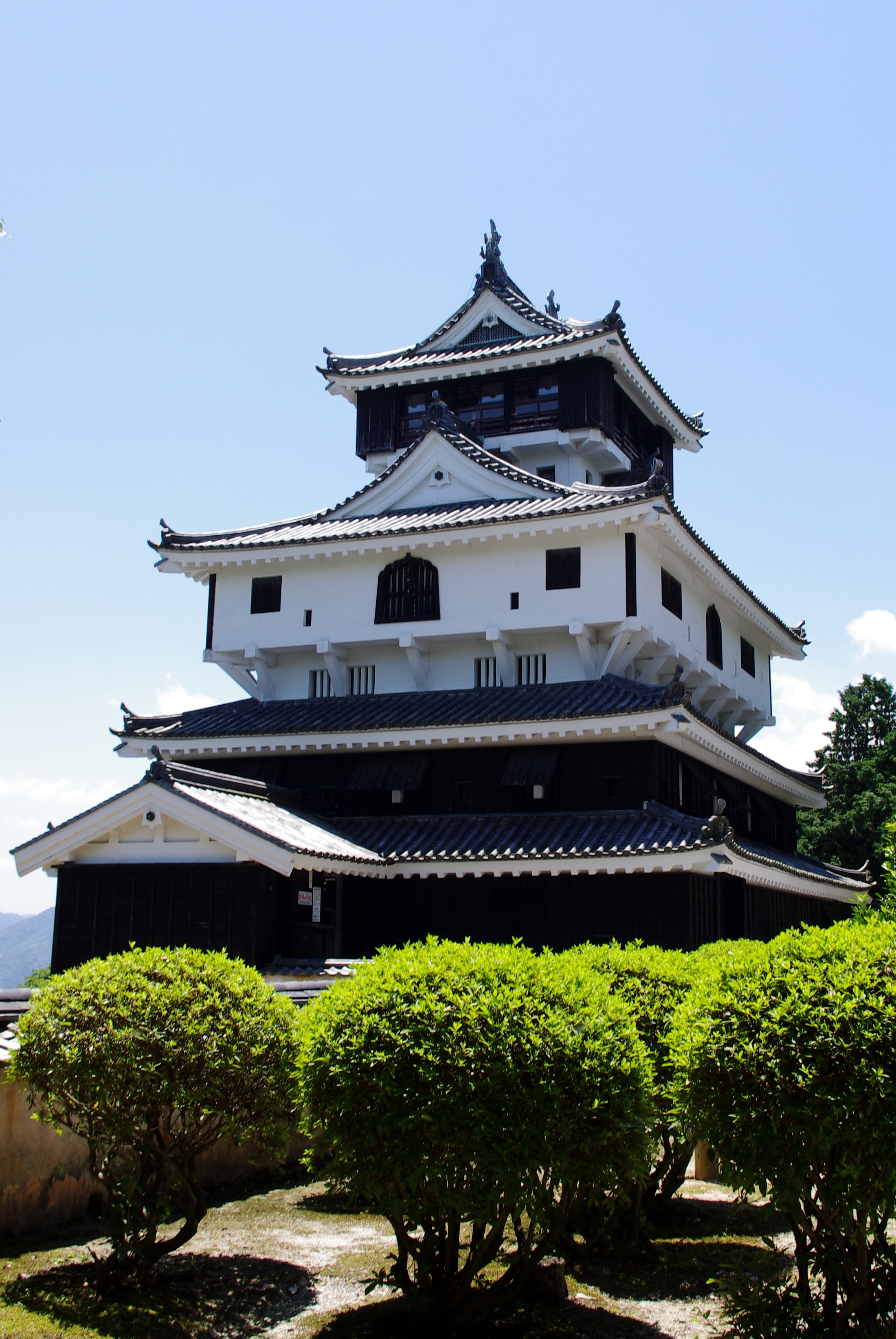
岩国城天守 三重目（4階部分）と四重目（6階部分）が唐造。1608年に創建された天守が唐造の最初の例である。